# Henry Wallis

La mort de Chatterton (1856). Tate, Londres.

Henry Wallis (Londres, 21 de febrer de 1830 - Londres, 20 de desembre de 1916) va ser un pintor prerrafaelista, un escriptor i un col·leccionista d'art britànic.
Es desconeix el nom i l'ofici del seu pare. El 1845 la seva mare, Mary Anne Thomas, es va casar amb el pròsper arquitecte Andrew Wallis, qui va concedir el cognom al seu fillastre. Henry va tenir una sòlida formació artística. Va ser admès com a aprenent en la Royal Academy de Londres i el març de 1848 es va matricular a l'Escola de Pintura. A París, entre 1849 i 1853, va estudiar al taller de Charles Gleyre i a l'Acadèmia de Belles arts d'Institut de França.
El 1856 Wallis va exhibir en la Royal Academy de Londres el seu quadre Death of Chatterton (La mort de Chatterton, actualment a la Tate), que va tenir immediatament gran èxit. En ell representa el suïcidi del poeta anglès Thomas Chatterton, qui es va suïcidar als disset anys el 1770 i es va convertir en el prototip de l'artista romàntic. Aquest quadre revela la sintonia de Wallis amb els postulats de la Germanor Prerrafaelista, tant en el vibrant ús dels colors i de la llum (que entra per la finestra del fons) com en el detallisme i simbolisme dels elements. Wallis va reproduir en aquesta obra les golfes de la posada Gray on el poeta es va suïcidar. El model que va utilitzar per a la figura de Chatterton va ser el jove escriptor George Meredith. El 1858 l'esposa de Meredith, Mary Ellen Nicolls, ho va abandonar per Wallis. Nicolls va morir tres anys després.
Wallis es va anar allunyant dels principis del Prerafaelitisme per apropar-se als del realisme social, com succeeix a la seva obra The Stonebreaker (El picapedrer, 1857, avui en el Birmingham Museum & Art Gallery).
Wallis va fer 35 exposicions a la Royal Academy. Al final de la seva carrera va mostrar gran interès per les aquarel·les. Va ser elegit membre de la Royal Watercolour Society el 1878.
Va morir gairebé cec el 20 de desembre de 1916 en el n.º 1 de Walpole Road, Croydon, Londres.